# Marwan Lahoud
Pour les articles homonymes, voir Lahoud.
Marwan Lahoud (Arabe : مروان لحود), né le 6 mars 1966 au Liban, est un ingénieur de l'armement libanais naturalisé français. Il a été Directeur général délégué à la stratégie et au marketing du groupe Airbus jusqu'en février 2017, avant de poursuivre sa carrière dans la finance.

## Biographie

### Jeunesse et formation
Marwan Lahoud naît dans une famille de chrétiens maronites libanais. Il est le fils de Victor Lahoud, un ancien officier supérieur de l'armée libanaise.
Il arrive en France à l’âge de 16 ans et demande à être naturalisé.
Après deux ans de classes préparatoires au lycée privé Sainte-Geneviève de Versailles, il intègre l’École polytechnique, en 1984. L'obtention de la nationalité française pendant sa scolarité à l'X lui permet de rejoindre le corps de l'armement à sa sortie de l’École polytechnique en 1986 : dans ce cadre, il choisit l'École nationale supérieure de l’aéronautique et de l'espace (SupAéro) pour sa formation d’ingénieur de l'armement.
Il est également ingénieur diplômé de l’École nationale supérieure de l’aéronautique et de l’espace (ISAE-SUPAERO).

### Haut fonctionnaire
Marwan Lahoud a commencé sa carrière à la Délégation générale pour l'Armement, en 1989, au centre d'essais des Landes dans lequel il exerce la direction du centre de calcul avant d’être chargé du projet de modernisation des systèmes de tests et de la coordination des investissements. En 1994, il devient chargé de mission au service technique des systèmes de missiles tactiques (STSMT) puis il est nommé peu de temps après adjoint auprès du directeur des Missiles et des systèmes de l’espace de la DGA, Jean-Pierre Rabault.
Début 1995, il est nommé Conseiller spécial auprès du ministre français de la Défense Charles Millon, puis conseiller pour les affaires industrielles, la recherche et l’armement au sein du même cabinet et en 1996 il est nommé à la tête de la direction des programmes de consolidation industrielle déployés.
De 1995 à 1997, il participe à la restructuration des industries du secteur avec notamment l’éviction d’Alain Gomez de Thomson-CSF. Il y prépare également la fusion entre l'Aérospatiale et Dassault Aviation mais le processus est arrêté par la dissolution,. 

### Dirigeant dans l'industrie aéronautique
Marwan Lahoud est recruté en 1998 par l'Aérospatiale et en devient le directeur du développement. Il y négocie en 2000 la fusion avec Matra, première étape de la création d'EADS. En juin 1999, Marwan Lahoud est nommé, au sein de la société devenue Aérospatiale-Matra, directeur adjoint au directeur délégué chargé de la coordination stratégique et au directeur délégué aux affaires militaires. A ce titre, lors de la phase suivante de consolidation de l'industrie européenne, il mène les négociations autour d'un projet de fusion avec BAe, en parallèle d'un projet négocié par une autre équipe d'Aerospatiale-Matra avec l'allemand DASA, projet finalement retenu qui aboutit à EADS.
À la création du groupe EADS en juillet 2000, il est nommé senior vice-président « mergers and acquisitions », et, à ce titre, est chargé des opérations de fusions et acquisitions d’EADS, comme la création de la société Airbus (alors limitée aux avions civils), de MBDA (missiles tactiques, issue de MatraBAe Dynamics déjà créée en 1996 par fusion partielle d'Aerospatiale Missiles avec BAe), d’Astrium (satellites et lanceurs spatiaux).
Le 1er janvier 2003, à l’âge de 36 ans, il devient président-directeur général de MBDA. 
Il présente son frère Imad à Jean-Louis Gergorin ; ces derniers deviennent ensuite les protagonistes de l’affaire Clearstream 2.
En juin 2007, il est nommé chief strategy and marketing officer (directeur général délégué à la stratégie et au marketing) du groupe EADS. Il remplace à ce poste clé Jean-Paul Gut. Dans ces fonctions, il négocie un nouveau projet de fusion d'EADS avec BAE Systems qui n’aboutira pas. En 2012, il est nommé directeur général de EADS France, tout en conservant son poste de directeur stratégique du groupe.
Son nom est évoqué pour la direction d’Areva en 2012, puis celles de Thales et de Safran en 2014.
En tant que directeur général délégué d'Airbus chargé de la stratégie, il quitte le groupe européen d'aéronautique et de défense, annonce Airbus dans un communiqué, confirmant l'information révélée par le site internet de La Tribune le 7 février 2017. Son départ est effectif fin février 2017.

### Carrière dans la finance
En mai 2017, il est nommé président du conseil de surveillance d'OT-Morpho, fonction qu'il n'a exercé qu'un court moment, même s'il est resté administrateur pendant deux ans de différentes entités de ce groupe, rebaptisé depuis Idemia.
En 2019, il est nommé président du directoire d’ACE Management. Il évolue ensuite au sein du groupe et devient en janvier 2020 président exécutif du fonds d'investissement Tikehau Ace Capital, centré sur le financement d'opérations de sauvetage et la consolidation de la filière aéronautique française dont il devient conseiller spécial pour l’activité Private Equity lorsqu’il rejoint la banque d’affaires Jean-Marie Messier en 2024,,.

## Affaires et corruption
Son départ sans préavis en février 2017 d'Airbus semble être lié au scandale de corruption dans lequel Airbus a été impliqué à partir de 2012. 

Il est cité par de nombreuses publications comme étant au centre d'un système de commissions illégales et/ou occultes. 

Mediapart cite les conclusions du Parquet national financier et de son homologue britannique, le Serious Fraud Office, pour qui ces commissions étaient l’œuvre du département Strategy and Marketing Organisation (SMO) de l’avionneur, service dirigé par Marwan Lahoud opérant sur les contrats d’export les plus sensibles : « Concrètement, le service était chargé de sélectionner, de traiter et de rémunérer l’ensemble des intermédiaires utilisés pour remporter les marchés, aussi bien civils que militaires ». Selon Mediapart, « Tom Enders désigne le SMO, qu’il a démantelé en 2016, comme l’unique source de corruption au sein du groupe ».
Les premières affaires éclatent en 2012 après une enquête européenne sur des contrats militaires en Arabie Saoudite, en Roumanie et en Autriche.
Puis, en 2014, c’est l’affaire du Kazakhgate: « Lors d’une perquisition chez Airbus Helicopters, la justice française découvre des mails qui attestent que le groupe a donné son accord de principe pour verser 12 millions d’euros de pots-de-vin au premier ministre kazakh pour faciliter une vente d’hélicoptères », dévoile Mediapart. Dans cette affaire, les policiers de l’Office central anticorruption (OCLCIFF) ont ensuite perquisitionné le 8 février 2016 au matin le domicile de Marwan Lahoud, le numéro 2 d’Airbus Group,.
Toujours en 2014, ce sont cette fois deux intermédiaires turcs qui portent carrément plainte contre le groupe pour réclamer le paiement de commissions dont ils estiment devoir être bénéficiaires dans le cadre de la vente de 160 Airbus à la Chine pour 10 milliards de dollars. Selon Mediapart, un feuillet rédigé par Marwan Lahoud, n°2 d’Airbus Group, prévoyait que les commissions pouvaient atteindre 250 millions de dollars, selon les deux agents turcs. D’après des documents cités par Mediapart, l’astuce du SMO pour dissimuler ces commissions furent des fausses factures émises au titre d’un projet fictif de pipeline en mer Caspienne…
En Grande-Bretagne, le Financial Times publie le 31 janvier 2020, dans un article intitulé Airbus ran 'massive' bribery' schemes to win orders, une photo de lui avec ce titre: « Marwan Lahoud, qui dirigeait l'organisation de stratégie et de marketing d'Airbus, SMO, une division dédiée à la sécurisation des ventes sur les marchés émergents et au cœur d'un catalogue d'infractions ».
En Allemagne, le Handelsblatt a écrit un long article le 10 septembre 2017 sur ces affaires de corruption, et notamment: « Bien que le cas du Kazakhstan soit suffisamment grave, il pourrait y avoir pire à venir alors que les enquêteurs se tournent vers des contrats d'aviation civile avec la Chine et la Turquie. Dans ce dernier cas, M. Lahoud aurait signé 250 millions de dollars de pots-de-vin. Airbus dément les allégations, mais certains disent que le départ soudain de M. Lahoud de la société en février dernier apparaît désormais sous un nouveau jour ».
Marwan Lahoud a été mis en garde à vue en septembre 2019 pour des commissions versées à Alexandre Djouhri, cité en cela par un article de Mediapart du 4 septembre 2019, relayé sur la page Facebook de ce journal : « Les anciens dirigeants d’Airbus Marwan Lahoud et Jean-Paul Gut ont été placés en garde à vue et confrontés, en juin dernier, dans l’affaire libyenne. En 2009, Claude Guéant avait fait pression pour qu’Airbus (ex-EADS) s’acquitte d’une commission au profit d'Alexandre Djouhri sur la vente d’avions à la Libye. Et les juges ont découvert qu’une somme de 4 millions d’euros avait été dirigée début 2010 vers une mystérieuse société libanaise. »
En janvier 2020, Airbus signe des accords de reconnaissance de culpabilité de corruption, concernant notamment ces affaires, avec le Parquet National Financier (PNF), et paye 3,6 milliards d’euros d'amendes pour solder douze ans de « corruption massive ». Ces accords permettent de clore les poursuites contre Airbus, mais ne concernent qu'Airbus en tant que personne morale et pas ses dirigeants ou ex-dirigeants. Mediapart cite sur ce point le procureur financier : « Le procureur national financier a indiqué vendredi que l’enquête allait se poursuivre pour « examiner maintenant les responsabilités individuelles » des salariés et dirigeants de l’avionneur ». 

Les ex-dirigeants pourront être inquiétés dans le cadre d'une enquête préliminaire toujours en cours.

## Participation à des institutions
Marwan Lahoud a fait partie de la promotion 1999 des Young Leaders de la French-American Foundation.
Il a été membre des conseils d'administration de Dassault Aviation et de Technip.
Il a été élu en 2013 président du Groupement des industries françaises aéronautiques et spatiales (GIFAS), qu'il a quitté en 2017 à son départ d'AIRBUS.
En 2014, il est nommé membre du Conseil stratégique de la recherche, organe de conseil auprès du Premier ministre, et président du conseil d’administration de l’Institut des hautes études scientifiques (IHES).
Il est membre du Conseil d'orientation de l'Institut Thomas More.
Il est membre du comité directeur de l’Institut Montaigne depuis 2014.
Il est élu en juin 2019 président de l’Association des anciens élèves et diplômés de l'École polytechnique (AX) jusqu'en juin 2023.
En juin 2023, il est nommé président de l’Institut supérieur de l'aéronautique et de l'espace (Isae-Supaero). 

## Famille
Marwan Lahoud a un fils nommé Victor comme son père.
Marwan Lahoud est le frère d’Imad Lahoud, connu pour avoir été impliqué dans l'affaire Clearstream 2 et condamné à trois ans de prison, dont 18 mois ferme, pour faux, usage de faux, dénonciation calomnieuse et recel d'abus de confiance, le 14 septembre 2009 par la cour d'appel de Paris , et condamné dans diverses affaires d'escroquerie,,.
Il est aussi le frère de Walid Lahoud, mis en examen pour tentative d'escroquerie,.

## Décorations
- Officier de la Légion d'honneur. Marwan Lahoud est fait chevalier le 9 avril 2004[42], puis est promu officier le 12 juillet 2013[43].